# Zoltán Pálkovács
Zoltán Pálkovács (* 6. srpna 1981 Rimavská Sobota, Československo – 25. září 2010 Rakousko) byl slovenský zápasník–judista maďarské národnosti.

## Sportovní kariéra
S judem začínal ve 12 letech v Rimavské Sobotě v klubu mladosť pod vedením Juraje Svoreňa. Vrcholově se připravoval v armádním sportovním klubu Dukla v Banské Bystrici pod vedením Jána Gregora st. a Jána Gregora ml.. V slovenské seniorské reprezentaci se pohyboval od juniorského věku. Na mezinárodní scéně se prosazoval od roku 2001. V roce 2004 se kvalifioval na olympijské hry v Athénách, kde vypadl úvodním kole s Francouzem Ghislainem Lemairem na ippon technikou tani-otoši. V roce 2008 opět zvládl náročnou kvalifikaci na olympijské hry v Pekingu, ale nepřešel přes úvodní kolo. Nad jeho síly byl Argentinec Eduardo Costa. Po olympijských hrách podstoupil operaci boleváho pravého kolene a vynechal celou sezonu 2009. Měl v plánu vydržet do olympijských her v Londýně v roce 2012, ale jeho život ukončila v roce 2010 tragická autonehoda nedaleko Vídně.
Zoltán Pálkovács byl pravoruký judista s osobní technikou sumi-gaeši a následným přechodem do ne-waza. Patřil k judistů, kteří se nebáli nastupovat do chvatů prakticky bez úchopu. Boj o úchop (kumikata) byl jeho největší slabinou.

## Výsledky
| Turnaj             | 1999           | 2000           | 2001           | 2002           | 2003           | 2004           | 2005           | 2006           | 2007           | 2008           | 2009           | 2010           |
| Turnaj             | 18             | 19             | 20             | 21             | 22             | 23             | 24             | 25             | 26             | 27             | 28             | 29             |
| Turnaj             | polotěžká váha | polotěžká váha | polotěžká váha | polotěžká váha | polotěžká váha | polotěžká váha | polotěžká váha | polotěžká váha | polotěžká váha | polotěžká váha | polotěžká váha | polotěžká váha |
| ------------------ | -------------- | -------------- | -------------- | -------------- | -------------- | -------------- | -------------- | -------------- | -------------- | -------------- | -------------- | -------------- |
| Olympijské hry     |                | —              |                |                |                | úč.            |                |                |                | úč.            |                |                |
| Mistrovství světa  | —              |                | —              |                | úč.            |                | úč.            |                | úč.            |                | —              | úč.            |
| Mistrovství Evropy | —              | —              | úč.            | 5.             | úč.            | 5.             | úč.            | úč.            | úč.            | úč.            | —              | úč.            |
| MS juniorů         |                | úč.            |                |                |                |                |                |                |                |                |                |                |
| ME juniorů         | 2.             | 3.             |                |                |                |                |                |                |                |                |                |                |